# جوجه‌اردک زشت (فیلم ۱۹۵۹)
جوجه‌اردک زشت (انگلیسی: The Ugly Duckling) یک فیلم کمدی است که در سال ۱۹۵۹ منتشر شد. از بازیگران آن می‌توان به جان پرتوی اشاره کرد.